# دومينيك باركر
دومينيك باركر (بالإنجليزية: Dominic Barker)‏ (1966 في المملكة المتحدة)؛ كاتب وروائي بريطاني. درس في جامعة برمنغهام.